# Southern Californian Championships 1977
Il Southern Californian Championships 1977  è stato un torneo di tennis giocato sul cemento. È stata la 1ª edizione del torneo, che fa parte del Colgate-Palmolive Grand Prix 1977. Il torneo si è giocato a Los Angeles negli USA, dal 19 al 25 settembre 1977.

## Partecipanti

### Teste di serie
| Nazionalità | Giocatore       | Ranking | Testa di serie |
| ----------- | --------------- | ------- | -------------- |
| Stati Uniti | Brian Gottfried | 3       | 1              |
| Spagna      | Manuel Orantes  | 6       | 2              |
| Messico     | Raúl Ramírez    | 5       | 3              |
| Stati Uniti | Eddie Dibbs     | 10      | 4              |
| Stati Uniti | Roscoe Tanner   | 9       | 5              |
| Stati Uniti | Dick Stockton   | 11      | 6              |
| Stati Uniti | Stan Smith      | 15      | 7              |

## Campioni

### Singolare maschile
Raúl Ramírez ha battuto in finale  Brian Gottfried con il punteggio di 7–5 3–6 6–4

### Doppio maschile
Sandy Mayer /  Frew Donald McMillan hanno battuto in finale  Tom Leonard /  Mike Machette con il punteggio di 6–2, 6–3